# Jacques Postel
Jacques Postel, né le 1er janvier 1927 et mort le 25 novembre 2022, est un psychiatre français, historien de la psychiatrie, et rédacteur de la revue L'Évolution psychiatrique de 1984 à 1991.

## Biographie
Il soutient sa thèse de doctorat en médecine à l'université de Lyon en 1955. Il est psychanalyste et neuropsychiatre, exerçant notamment en tant que chef de service au Centre hospitalier Sainte-Anne, à Paris. Il fut professeur associé de psychopathologie clinique à l'université Paris-VII, proche de Daniel Lagache et président honoraire de la Société internationale d'histoire de la psychiatrie et de la psychanalyse.
Avec Claude Quétel, il a notamment publié un ouvrage collectif de référence : Nouvelle Histoire de la psychiatrie, Privat, 1983.
Il meurt le 25 novembre 2022, à l'âge de 95 ans.

## Publications

### Principaux ouvrages
- Contribution à l'étude des troubles de la reconnaissance de l'image spéculaire de soi chez les personnes âgées : l'épreuve spéculaire dans les démences tardives, 1967.
- L'évolution psychique de l'enfant : intelligence, affectivité, langage, avec Bernard Barrau, préface de Léon Michaux, J.-B. Baillière et fils, 1970.
- Genèse de la psychiatrie : les premiers écrits psychiatriques de Philippe Pinel, Le Sycomore, 1981.
- La Vie et l’œuvre psychiatrique de Frantz Fanon, avec Claudine Razanajao, Eres, 2007.
- Éléments pour une histoire de la psychiatrie occidentale, Paris, L’Harmattan, 2007[5]
- Trois destins de femmes en asile psychiatrique : Anne-Marie, Madeleine, Suzanne, avec Jeannine Poitau, Paris, L'Harmattan, 2014.

### Autres ouvrages
- Trilogie baroque, 2018.
- De Machado à Lautréamont, avec Jeannine Poitau, Toulon, Les Presses du midi, 2017.
- Étrange mission, 2015.
- La Folie maniaque-dépressive, de Emil Kraepelin, traduction par Georges Poyer, Grenoble, Jérôme Millon, 2013.
- Dictionnaire de la psychiatrie, Paris, Larousse, 2011.
- Traité médico-philosophique sur l'aliénation mentale, de Philippe Pinel, Toulouse, Privat, 1998.
- La Psychiatrie, Paris, Larousse, 1994.
- Dictionnaire de psychiatrie et de psychopathologie clinique, Paris, Larousse, 1993.
- Penser la folie : essais sur Michel Foucault, avec Élisabeth Roudinesco et Georges Canguilhem, Paris, Galilée, 1992.
- Psychanalyste, où es-tu?, de Georges Favez, Toulouse, Privat, 1986.
- Nouvelle Histoire de la psychiatrie, avec Claude Quétel, Toulouse, Privat, 1983.
- Philippe Pinel et le mythe fondateur de la psychiatrie française, Paris, Répliques, 1979.
- De la lypémanie ou mélancolie, de Jean-Étienne Esquirol, présentation avec Pierre Fédida, Toulouse, Privat, 1976.
- De la folie, de Étienne-Jean Georget, Toulouse, Privat, 1971.
- Leçons cliniques sur la démence précoce et la psychose maniaco-dépressive, de Emil Kraepelin, Toulouse, Privat, 1970.
- L'Expression électrique des accidents vasculaires cérébraux d'origine traumatique, thèse de doctorat, université de Lyon, 1955.

### Articles
- La place de Pierre Janet dans l'histoire des névroses à la fin du XIXe siècle, in: Bulletin de psychologie, n°385, 1988.
- Les troubles du langage dans la schizophrénie, avec V. Wanonnou, in: Bulletin de psychologie, n°339, 1979.
- La perception auditive de l'espace chez le nourrisson, avec M. Postel, in: Bulletin de psychologie, n°322, 1976.
- Histoire et formes cliniques de la paranoïa, in: Bulletin de psychologie, n°317, 1975.
- Les déboires transférentiels d'un psychothérapeute à la fin de la Révolution française : une cure magnétique en 1797, avec Alain Dhote, in: Bulletin de psychologie, n°317, 1975.